# 이병무 (1914년)
이병무(李炳武, 1914년 8월 24일(음력 7월 4일) ~ ?)은 대한민국의 정치인, 공무원이다. 1972년 양주군 진접면 금곡리(후일의 남양주시 진접읍) 쇠푼이골 부락의 왕숙천변에 금곡교를 건립, 기탁하였다.
1948년 경기도청 농업통계관이 되고 이후 부면장을 역임했다. 1960년 지방 선거에서 민선 면장에 민주당 진접면장 후보에 출마, 당선되었다. 1972년 제1대 통일주체국민회의 대의원 선거에 출마했다가 낙선, 1978년 제2대 통일주체국민회의 대의원에 재출마, 당선되었다. 본관은 우계(羽溪)이다. 경기도 양주(후일의 남양주) 진접 출신.

## 생애
경기도 양주군 진접면 금곡리 835번지 출신으로, 증조부는 윤선(胤善)이고 할아버지는 교관 원영(源永)이며 아버지는 한근(漢根)이고 어머니는 연안김씨(延安金氏)로 김사구(金思九)의 딸이다. 고려 강계원수 이의(李山+疑 또는 李草+疑)의 차남 원길(原吉)의 20대손이다. 
1960년 당시에는 진업면 금곡리 835번지에 거주 중이었다. 후에 남양주군 진접면 금곡리 779번지에 거주하였다. 1978년 당시에는 남양주군 진접면 금곡리 779번지에 거주했다.
종조부 이원범(李源範)은 1935년 부군면협의회 의원 선거에 진접면 면협의회 의원 후보로 출마, 그해 5월 30일 진접면협의회 의원에 당선되고, 1939년 5월 21일 재선되었다.
남양주 장현보통학교(현, 장현초등학교)를 졸업했다. 장현보통학교 재학 시 비 오면 책과 옷을 머리에 이고 급류를 건넜는데, 후일 자신의 사재를 기탁해 금곡교 건립에 기탁했다.
이후 공무원으로 활동했다. 1948년 2월 22일 경기도 농업통계관(京畿道農業統計官)이 되었다. 중앙선거관리위원회에서 1960년에 발행한 "단기 4293년 12월 시행 지방자치단체장·지방의회의원선거 당선자 명부"에 의하면 그의 전직은 부면장이었다 한다. 그러나 언제, 어느 면의 부면장을 역임했는지는 등재되지 않았다.
1960년 12월 26일의 1960년 대한민국 지방 선거에서 시,읍,면장 선거에 민주당 후보자로 경기도 양주군 진접면장에 출마, 1449표를 받고 당선되었다. 1960년 12월 26일부터 1961년 6월까지 양주군 진접면장으로 재임했다.
1961년 4월 25일 국토건설단 요원으로 양주군 진접면에 파견된 탁영진(卓英鎭)과 협력, 면내 농가구호운동을 추진했다. 구호대상자 91세대 39명을 돕고자 서로 자신의 봉급에서 털어 쌀을 사고, 면내 이장과 유지들에게 구호 운동을 독려하였다. 1961년 5.16 군사 정변으로 민선 읍면장을 해임할 때 해임되었다.
1972년 진접면 새마을운동 추진위원장이었다. 1972년 4월 1일 양주군 진접면 금곡리 쇠푼이골 마을 왕숙천변에 금곡교를 건립했다. 직접 공사에 참여했고, 사재를 기탁했다. 그후 이 곳 출신 인사들의 성금과 마을의 산나물 기금으로 자재비를 조성했다.
1972년 12월 4일 제1대 통일주체국민회의 대의원(統一主體國民會議 代議員) 선거에, 양주군 진접면 후보자로 출마하였다. 12월 4일 최종 후보자로 확정되었다. 소속은 무소속이고 직업은 농업이었다. 같은 날 통일주체국민회의 대의원 양주군 진접면 후보자로 최종 확정되었다. 12월 16일 통일주체국민회의 대의원 선거에서 낙선하였다.
1978년 5월 제2대 통일주체국민회의 대의원 선거에, 양주군 진접면 후보자로 출마하였다. 소속은 무소속이고 신분은 전 면장(前 面長)이었다. 5월 18일의 제2대 통일주체국민회의 대의원 선거에 당선되었다. 득표 수는 3,158표였다. 1978년 5월 18일부터 1980년 10월 27일까지 통일주체국민회의 제2대 대의원이었다.
묘소는 경기도 남양주시 진접읍 금곡리 산 62-7번지 부곡(釜谷) 마을 오좌(午坐)에 있다.

## 가족 관계
- 조부 : 이원영(李源永)
- 아버지 : 이한근(李漢根)
- 어머니 : 연안김씨(延安金氏), 김사구(金思九)의 딸
- 부인 : 박순련(朴順連, 1921년 ~ ), 반남인(潘南人) 박제련(朴齊連)의 딸
- 종조부 : 이원범(李源範)

## 같이 보기
- 1960년 대한민국 지방 선거
- 통일주체국민회의
- 금곡교
- 장현보통학교

## 참고 자료
- [단기] 4293년 12월 시행 지방자치단체장·지방의회의원선거 당선자 명부 66페이지
- 양주문화원, 《양주군지 상권》 (양주문화원, 1992) 310페이지
- 남양주시, 《남양주시지 제4권:현대사회 (상)》 (남양주시지편찬위원회, 2000.12) 96페이지, 114페이지
- 양주군, 《양주군지》 (양주군지편찬위원회, 1978) 335, 336, 332페이지
- 중앙선거관리위원회, 《統一主體國民會議代議員選擧狀况》 (중앙선거관리위원회, 1973) 233페이지
- 중앙선거관리위원회, 《大韓民國選擧史 3권》 (중앙선거관리위원회, 1973) 554페이지

| 전임 윤이영 (민선) | 양주군 진접면장 1960년 12월 26일 ~ 1961년 6월 | 후임 ? (관선) |